# HD 172088
HD 172088，又名BD-03 4331，SAO 142461、HR 6999，是一颗恒星，视星等为6.49，位于銀經28.6，銀緯1.44，其B1900.0坐标为赤經18h 33m 8.9s，赤緯-3° 1.44′ 52″。